# Lúcio Volcácio Tulo
Lúcio Volcácio Tulo (em latim: Lucius Volcatius Tullus) foi um político da gente Volcácia da República Romana eleito cônsul em 66 a.C. com Mânio Emílio Lépido. Lúcio Volcácio Tulo, cônsul em 33 a.C., e, possivelmente, o general Caio Volcácio Tulo, eram seus filhos.

## Carreira
De convicções moderadas, Volcácio Tulo não pertencia nem à facção conservadora dos optimates e nem à facção progressista dos populares no Senado Romano e, por isto, jamais foi realmente relevante na política romana. Segundo Cícero, fracassou em sua eleição para edil, mas foi eleito pretor em 69 a.C. e, possivelmente, curador das vias no ano seguinte antes de ser eleito cônsul em 66 a.C. com Mânio Emílio Lépido. Durante seu mandato, soube que Catilina iria tentar o consulado em 65 a.C.. Como Públio Clódio Pulcro havia declarado sua intenção de processar Catilina por corrupção durante seu mandato como governador da África, Tulo, depois de se consultar com os principais senadores e com o apoio de Marco Licínio Crasso e Júlio César, recusou a aceitar a nomeação de Catilina para o consulado com tais acusações pendentes — veja Primeira Conspiração de Catilina. Com a irrupção da Segunda Conspiração de Catilina, Tulo aprovou as medidas de Cícero contra os cúmplices de Catilina e discursou em favor de Cícero no Senado.
Em 56 a.C., Tulo apoiou o grupo que estava tentando conceder a Pompeu poderes especiais para tentar a restauração de Ptolemeu XII Auletes no Egito. Dois anos depois, foi um dos consulares que apoiaram Marco Emílio Escauro em seu julgamento por extorsão.
Praticamente abandonou a política depois de seu consulado, Tulo tentou se manter distante quando o conflito entre Pompeu e Júlio César chegou num ponto crítico no final da década de 50 a.C.. Em janeiro de 49 a.C., propôs enviar emissários de paz a César para tentar reverter a crise e, assim como muitos outros senadores, obedeceu às instruções de Pompeu e fugiu de Roma, mas retornou quando César convocou todos os membros Senado. A partir daí, não participou mais da guerra civil e viveu pacificamente na Itália. Cícero, porém, lembra que ele era inimigo de Caio Cláudio Marcelo Menor, perdoado por César em 45 a.C..